# محمد زبیر
محمد زبیر (انگلیسی: Muhammad Zubair؛ زادهٔ ۱۲ اکتبر ۱۹۸۸) بازیکن هاکی روی چمن اهل پاکستان است.